# Stosunki iracko-kubańskie

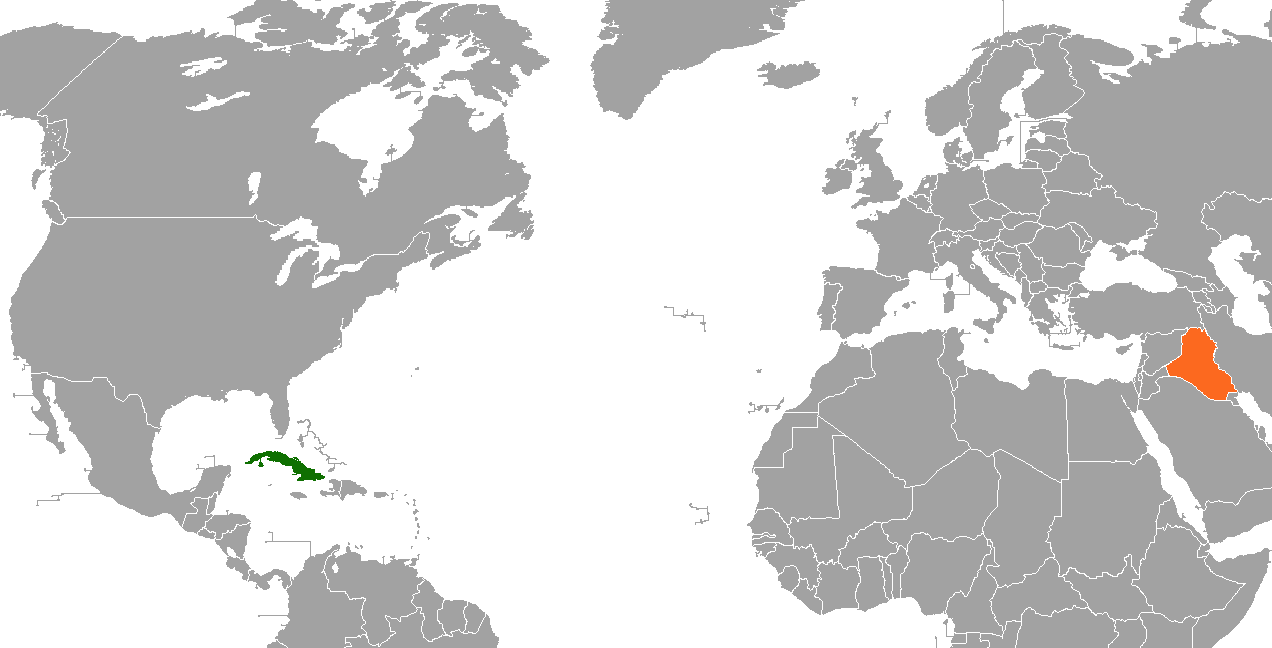
Położenie Kuby i Iraku na mapie północnego Atlantyku

Stosunki iracko-kubańskie – stosunki dyplomatyczne pomiędzy Kubą a Irakiem. Oba państwa uznają nawzajem swoją niepodległość i prowadzą wzajemną politykę dyplomatyczną. Kuba wykorzystuje w kontaktach z Irakiem swoją ambasadę w irańskim Teheranie, zaś iracki ambasador na Kubie jest akredytowany z wenezuelskiego Caracas.

## Obecne przedstawicielstwo
- kubański ambasador w Iranie, akredytowany na Irak – Jorge Fernando Lefebre Nicolás (od stycznia 2025[3])
- iracki ambasador w Wenezueli, akredytowany na Kubę – Saeed Jeejo Pir Murad

## Historia
Od czasów zimnej wojny oba kraje łączyły bliskie relacje. Zarówno Kuba, jak i Irak włączyły się wówczas w działalność Grupy 77, oraz Ruchu Państw Niezaangażowanych. Historycznie ważny dla wzajemnych relacji okazał się szczyt tej organizacji w roku 1979, wtedy też osobiście poznali się Fidel Castro oraz Saddam Husajn.
13 września 1996 roku Rodrigo Alvarez Cambras, lider Towarzystwa Przyjaźni Kubańsko-Irackiej spotkał się z Husajnem. W następnych latach, a więc schyłkowym okresie rządów partii Baas, współpraca medyczna między obydwoma krajami uległa zintensyfikowaniu.
W 2023 roku ministrowie spraw zagranicznych Kuby i Iraku odbyli spotkanie, po którym zdecydowali o zacieśnieniu wzajemnych relacji. Działo się to przed szczytem Grupy 77+Chiny.